# Ścinawa
Pour l’article homonyme, voir Ścinawa (Oława).
Ścinawa (en allemand Steinau an der Oder) est une ville de Pologne. Elle est le chef-lieu d’une commune du district (powiat) de Lubin qui fait partie de la voïvodie de Basse-Silésie.

## Situation géographique
La ville est située en partie sur des terrasses de l’Oder et de la Zimnica (en), en partie sur des terrains plus élevés du Pléistocène. Le site primitif de la ville se trouve dans la vallée de la Zimnica, sur un remblai situé 2 mètres plus haut que la rive gauche du lit de la Zimnica.
La ville s’est développée vers l’ouest, le long de la route qui mène à Lubin. L’extension de la ville vers le nord est limitée par l’Oder.
Ścinawa est un important nœud régional sur les réseaux de transport.

## Histoire
Ścinawa s’est développé sur la rive gauche de l’Oder, à un endroit où l'on traversait le fleuve. C’est dans un document du pape Innocent III, daté du 22 novembre 1202, que la localité est mentionnée pour la première fois, sous le nom de Stinav. À l’époque, c’est un village appartenant au monastère cistercien de Trzebnica. Ścinawa reçoit les privilèges urbains vers 1215. Au début du XIIIe siècle, un hôpital est construit. En 1290, l’église du Saint-Esprit est fondée à côté de l’hôpital. À l’époque, il y a déjà un fort occupé par un duc. La ville s’entoure de murs à la fin du XIIIe siècle.
La ville fait partie tour à tour des duchés de Legnica, Głogów et Wrocław. De 1319 à 1365, Ścinawa est la capitale d’un duché du même nom. En 1343, à l’époque de la guerre de Casimir III le Grand contre Jean Ier de Bohême pour regagner Wschowa, l’armée polonaise s’empare de Ścinawa, l’incendie et détruit ses murs de défense. Ensuite, la ville change fréquemment de propriétaire avant de tomber dans les mains des ducs Piasts d’Oleśnica jusqu’à l’extinction de la lignée. En 1384, Ścinawa obtient le droit de Magdebourg. Un château fort est construit à la place du vieux fort dans la seconde partie du XIVe siècle. En 1492, Ścinawa passe sous la souveraineté de la Bohême. En 1526, avec la Bohême, Ścinawa devient une possession des Habsbourg. La ville est un grand centre artisanal. On y produit des draps, du tissu, de la toile. La bière locale est très réputée. Au XVIe siècle, les défenses du château sont améliorées.
Pendant la Guerre de Trente Ans, la ville est presque entièrement détruite et le château est très endommagé. Ścinawa ne s’en relève pas, la plupart des artisans abandonnent la localité. Au XVIIIe siècle, la ville est ravagée par les Suédois. Il ne reste plus que trois églises et deux maisons d’habitation après le Déluge suédois. Avec le temps, Ścinawa s’est transformée, lentement, en une petite ville de province, ne jouant plus qu’un rôle de petit marché local. Le château est reconstruit en 1757. Dans la seconde partie du XVIIIe siècle, la ville commence à se développer au-delà de ses remparts. De 1742 à 1945, Steinau-sur-l'Oder est le chef-lieu de l'arrondissement de Steinau puis à partir de 1932, fait partie de l'arrondissement de Wohlau (de) dans le district de Breslau au sein de la province de Silésie. À partir de 1822, les portes de la ville et les remparts sont progressivement démolis. Un incendie ravage encore la ville en 1880.
À la fin du XIXe siècle, le développement des industries et des transports permet à la ville de trouver un nouvel essor. En 1874, la ligne de chemin de fer reliant Wrocław à Głogów est mise en service. La ligne de chemin de fer Legnica-Rawicz est inaugurée en 1898. L’activité portuaire sur l’Oder prend de plus en plus d’importance. De nombreuses entreprises sont créées (sucrerie, haut-fourneau, fabrique de savon, etc.). Cette évolution économique est associée à une croissance démographique importante :
- 1816 : 2 050 habitants
- 1871 : 3 273 habitants
- 1900 : 3 707 habitants
- 1939 : 6 529 habitants

Pendant la Seconde Guerre mondiale, Ścinawa est un maillon important de la ligne de défense allemande en Basse-Silésie. Après une longue bataille sanglante dans laquelle 3 000 soldats allemands perdent la vie, la ville, détruite à 75 %, est prise par l’Armée rouge le 8 février 1945. Le château est à l’état de ruines.

## Économie
Ścinawa est surtout un centre de services pour les villages voisins agricoles.
Les plus grandes entreprises :
- l’entreprise chimique Pollena
- la coopérative communale Samopomoc chłopska
- BP Poland Ltd. (pétrochimie)

## Tourisme
À voir :
- les vestiges des anciens remparts
- l’église de l’élévation de la sainte Croix (fondée en 1209, reconstruite au XVe siècle)
- l’hôtel de ville, reconstruit au XIXe siècle (rénové après 1945)